# Зерфюс, Бернар
Бернар Зерфюс (фр. Bernard Zehrfuss; 20 октября 1911, Анже — 3 июля 1996, Нёйи-сюр-Сен) — французский архитектор, автор дворца ЮНЕСКО в Париже. Представитель функционализма и интернационального стиля в архитектуре, использовал преимущественно бетон.

## Биография
Родился в Анжере, откуда его семья бежала из Эльзаса после франко-прусской войны. Отец Бернара погиб в 1914 году во время Марнского сражения.
С 18 лет Зерфюс учится в Национальной школе изящных искусств в Париже (с 1928 по 1939 годы) в мастерской Эммануэля Понтремоли. В 1939 году награждён одной из самых престижных французских наград в области искусства — Римской премией за разработанный проект Дворца французской колониальной империи. В этом же году он проектирует свой первый крупный дизайн и строит стадион имени Себастьяна Шарле в 13-м округе Парижа. Начало Второй мировой войны помешало его планам строительства виллы Медичи в Риме.
Некоторое время живёт и работает в Ницце, затем помощником в мастерской Эжена Бодуэна (автор здания посольства Франции в Оттаве и дома Клиши) в Марселе. В это же время Зерфюс руководит небольшой группой художников и архитекторов в Оппеде (коммуна в Воклюзе), где знакомится с Консуэло-де-Сент-Экзюпери. Зерфюс вступает в Свободные французские силы. В 1942 году отправляется вместе с французской армией добровольцем в Тунис и с 1943 года работает архитектором в Северной Африке: проектирует и строит здания. Также в его обязанности входила оценка ущерба, причинённого в Марокко и Алжире боевыми действиями. С 1943 по 1948 годы занимает в Тунисе должность директора архитектурного отдела в Управлении общественных работ, построил здание офтальмологии при больнице Туниса, школу-интернат в Хаснадаре и ипподром Хассар Каид. Также строил жилые дома и общественные здания в Алжире.
В конце 50-х — начале 60-х участвовал в застройке верхнего Нанси, был ответственным за проект застройки района Haut-du-Lievre. Поскольку в то время основная ставка делалась на максимально низкие затраты, район превратился в пригород, состоящий из длинных бетонных комплексов зданий. Впоследствии этот проект критиковали за невыразительность. В 1952—1958 в соавторстве с другими архитекторами строит главное здание дворца ЮНЕСКО, в 1963—1965 строит для дворца подземные бюро, в 1970—1978 добавляет 5-й и 6-й корпуса.
С 1965 по 1968 был главным инспектором общественных зданий и национальных дворцов.
В 1975 году спроектировал и построил здание музея галло-римской цивилизации в Лионе. Бетонное сооружение спрятано внутри холма, чтобы не нарушать общий античный вид на холме Фурвьер. Музей представляет собой спираль, спускающуюся вниз и разветвляющуюся на выставочные залы. В 1980-е годы руководит застройкой 15-го округа Парижа.
В 1983 году его избрали членом Академии Художеств, в 1994 — бессменным секретарём Академии. На этом посту Зерфюс сменил композитора Марселя Ландовски.
Дочь — Доминик Зерфюс, замужем за Патриком Модиано с 1970 года, у Бернара две внучки, Зина и Мари.

## Важнейшие работы
- 1950—1953 — Типография Mame в Туре (совместно с Жаном Пруве)
- 1952—1958 — Дом ЮНЕСКО в Париже (совместно с Марселем Брейёром и Пьером-Луиджи Нерви)
- 1950—1958 — Фабрика Flins Renault, один из самых больших и самых старых заводов Renault
- 1954—1958 — Центр новых индустрий и технологий (CNIT), квартал Дефанс, Париж (в сотрудничестве с Робертом Камелотом, Жаном де Майи и Николя Эсквилланом)
- 1954—1956 — вилла Хабиба Бургибы, друга Бернара Зерфюса в Тунисе[3]
- 1959—1963 — застройка района верхнего Нанси
- 1960—1964 — комплекс университета в Тунисе (совместно с Вальтером Гропиусом)
- 1970 — французское посольство в Варшаве
- 1970 — посольство Дании в Париже
- 1972 — штаб-квартира Siemens во Франции
- 1972—1975 — музей галло-римской цивилизации в Лионе
- 1976 — штаб-квартира Schneider Electric в Пюто